# Adolfo Constanzo
Adolfo de Jesús Constanzo (ur. 1 listopada 1962 w Miami, zm. 6 maja 1989 w Meksyku) – meksykański przestępca, diler narkotykowy, a później przywódca satanistycznej sekty działającej w latach 1986–1989.

## Życiorys
Najstarszy z trojga dzieci kubańskiej imigrantki i czarownicy kultu Santerii. W chwili narodzin Adolfo miała ona 15 lat. Do Meksyku wyjechał w 1984 roku. Tam zaczął zajmować się handlem narkotykami. Stał się bogaty, dzięki przemytom marihuany i kokainy. Wśród członków swojego narkotykowego gangu udało mu się zaszczepić zamiłowanie do czarnej magii. Od 1988 roku zaczęli praktykować kult Palo Mayombe.
Nocą 14 marca 1989 roku 21-letni student medycyny z Teksasu, Mark J. Kilroy, został uprowadzony z Matamoros przez członków sekty Constanza i zamknięty w szopie położonej na ranczo Santa Helena (30 km od miasta). Po 12 godzinach niewoli student zginął zabity maczetą przez Constanza. Ciało Kilroya zbezczeszczono: członkowie gangu wyciągnęli mózg rozłupując wcześniej czaszkę, nogi obcięli, wyłuskali rdzeń kręgowy i wykastrowali.
W następnym miesiącu policja meksykańska dotarła na miejsce morderstwa studenta. Znaleziono 13 zakopanych i znacznie okaleczonych ludzkich zwłok. Kilka z nich miało wyrwane serca, sutki, genitalia i uszy. Udało się ustalić, że z ofiar i mózgów ofiar gang przyrządzał zupy i je zjadał. Wśród zabitych był jeden policjant i dwóch członków konkurencyjnych gangów. Po spenetrowaniu miejsca zbrodni wezwano szamana (curandero), który miał rytualnie oczyścić miejsce zbrodni, a następnie szopę spalono i postawiono na jej zgliszczach drewniany krzyż.
Banda Constanza została odkryta w maju 1989 roku w wynajętym mieszkaniu w mieście Meksyk. Kiedy uzbrojony oddział policjantów zaczął szturmować lokum, przywódca sekty rozkazał swoim ochroniarzom zastrzelić wszystkich ludzi znajdujących się w budynku (łącznie z nim samym). Zbroczone krwią ciała Constanza i jego kochanka znaleziono w garderobie.
Za współpracę z grupą przestępczą Sara M. Aldrete, studentka z teksańskiego college’u, kapłanka w sekcie Constanza i jego prawa ręka, została skazana na 6 lat więzienia. W 1994 roku zwiększono jej karę do 60 lat.

## Filmy
- 2007: Droga do piekła – horror amerykański, reż. Zev Berman[6]